# Ventry
Ventry (en irlandais : Fionntrá, littéralement : « la plage blanche ») est un village irlandais, située sur la péninsule de Dingle dans le comté de Kerry. Il fait partie du Gaeltacht, zone où le gaélique irlandais est toujours très parlé. Ventry est renommé pour sa longue plage de sable.